# Moldaviens bidrag i Eurovision Song Contest

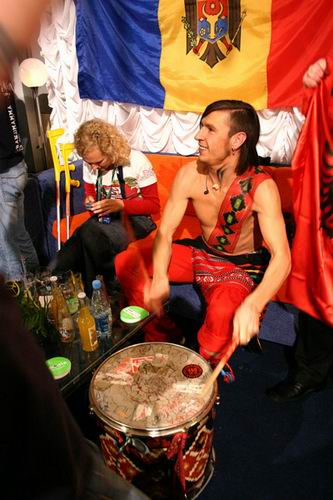
Zdob și Zdub i Kiev 2005.

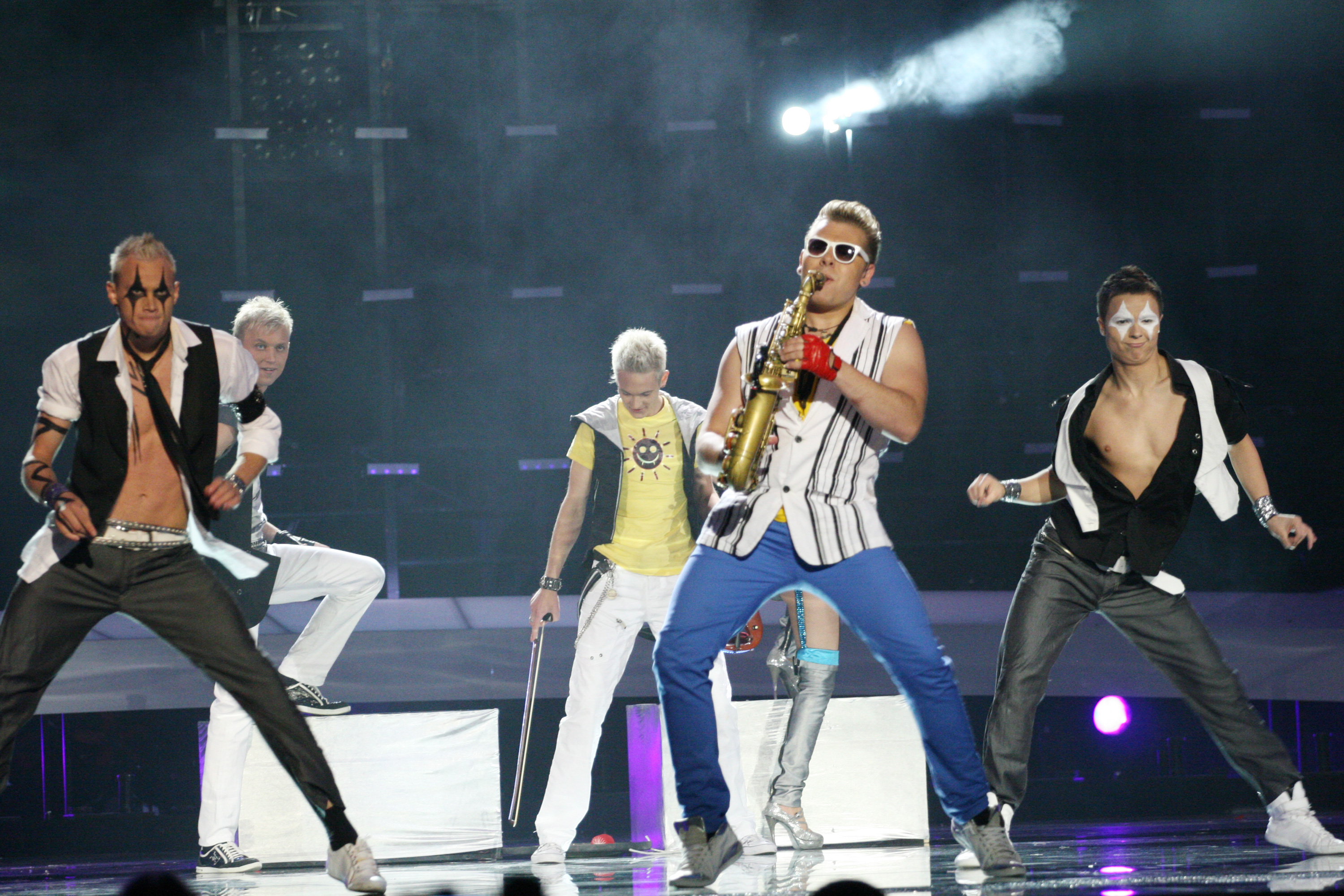
Sunstroke Project i Oslo 2010.

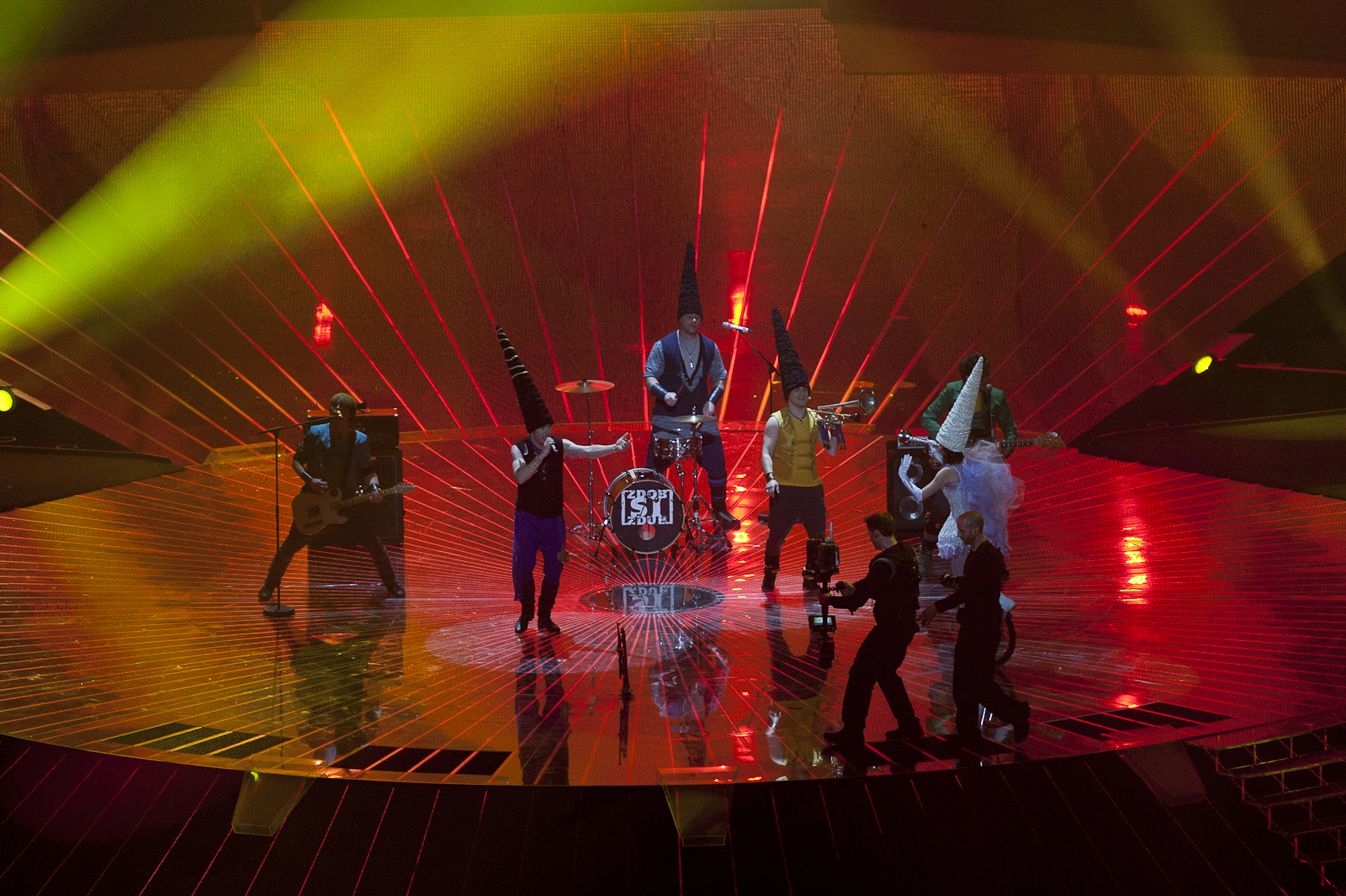
Zdob și Zdub i Düsseldorf 2011.

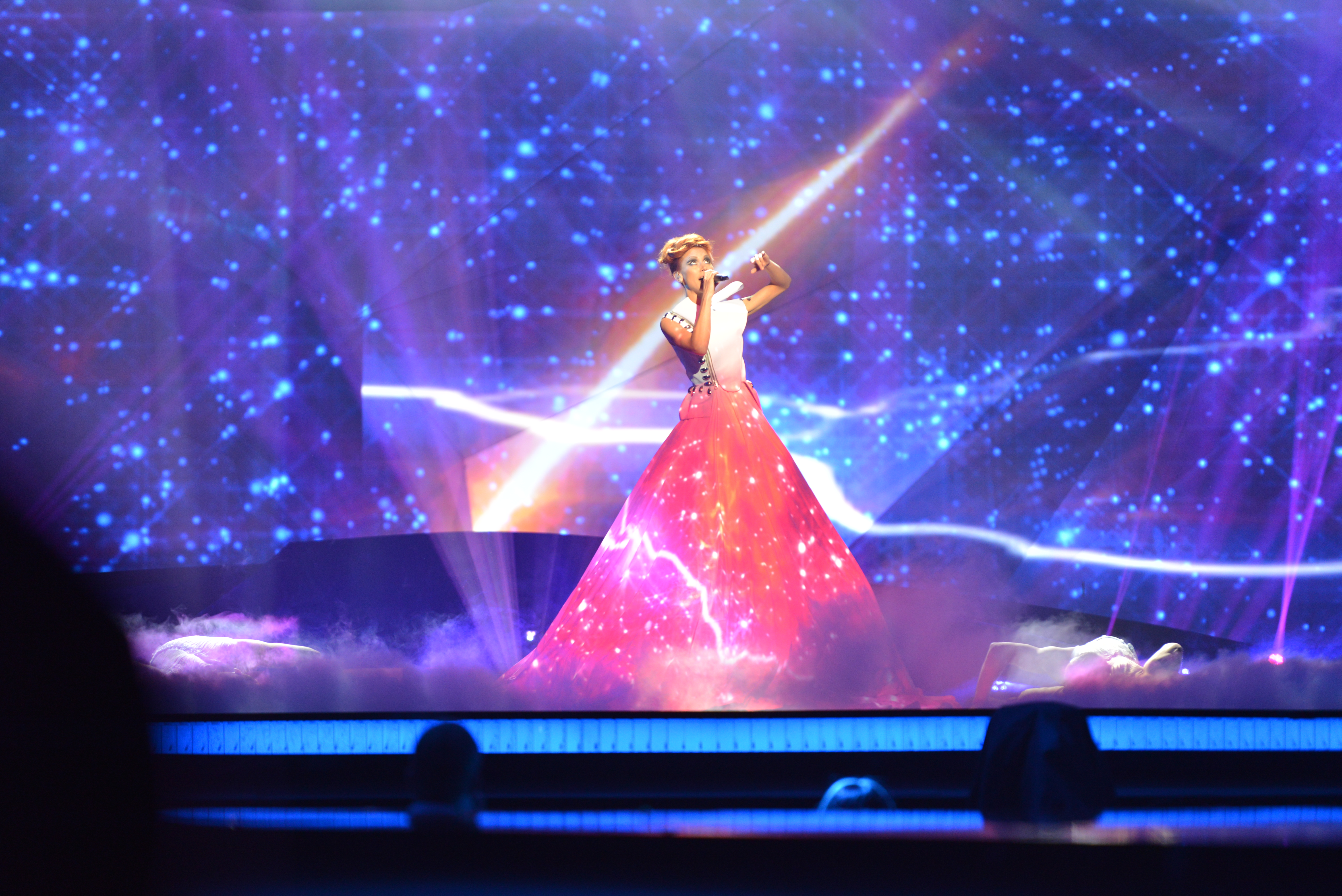
Aliona Moon i Malmö 2013.

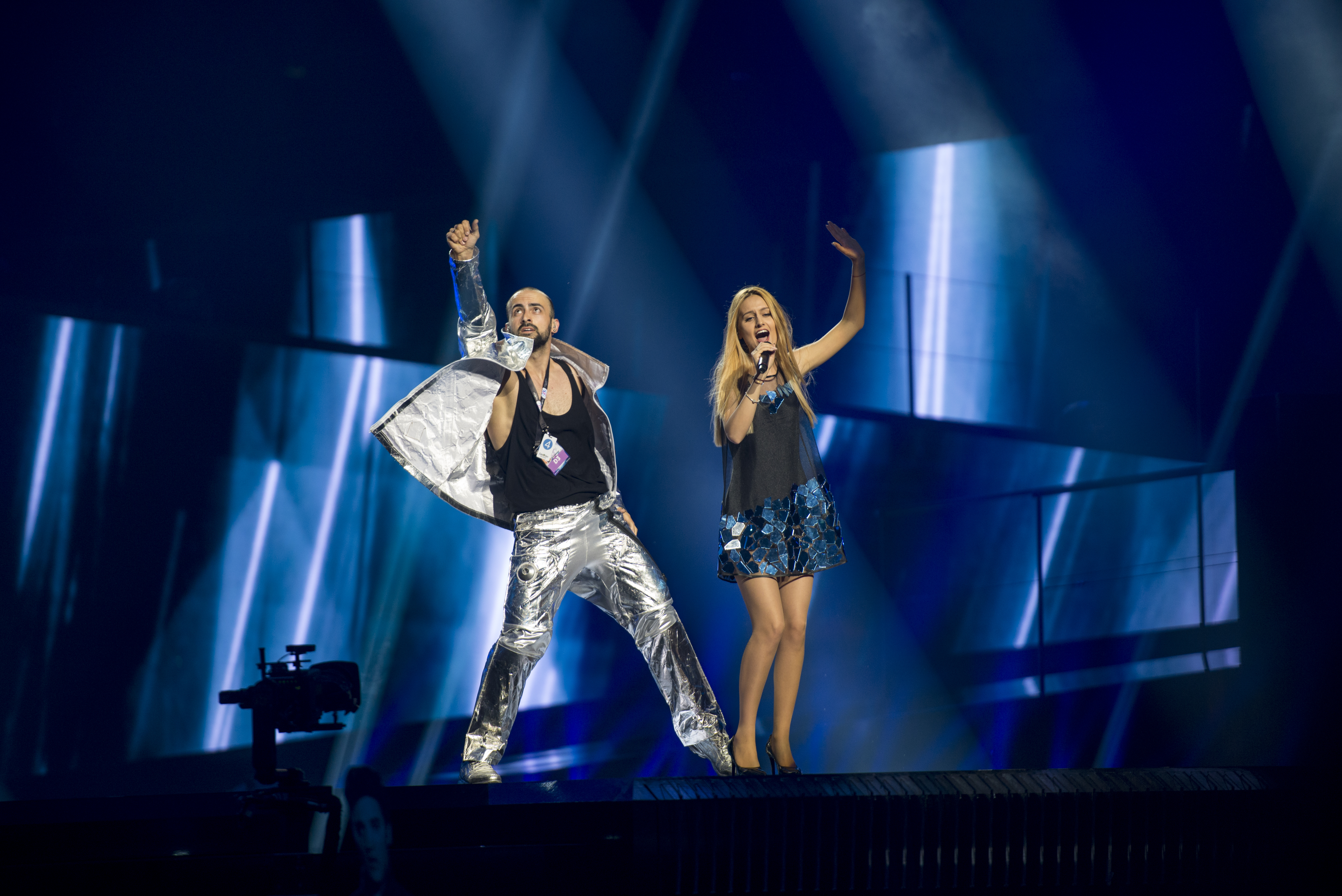
Lidia Isac i Stockholm 2016.

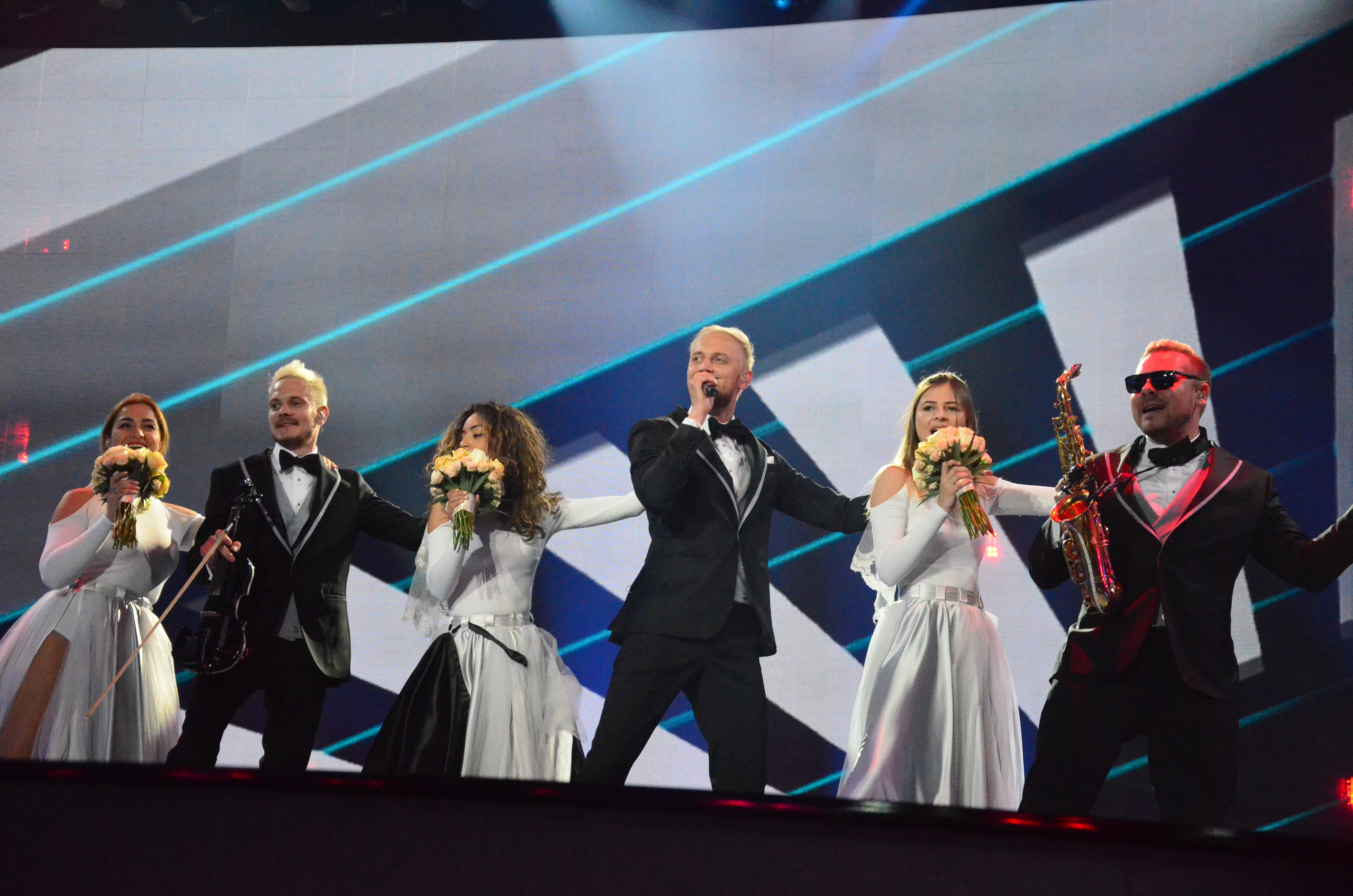
Sunstroke Project i Kiev 2017.

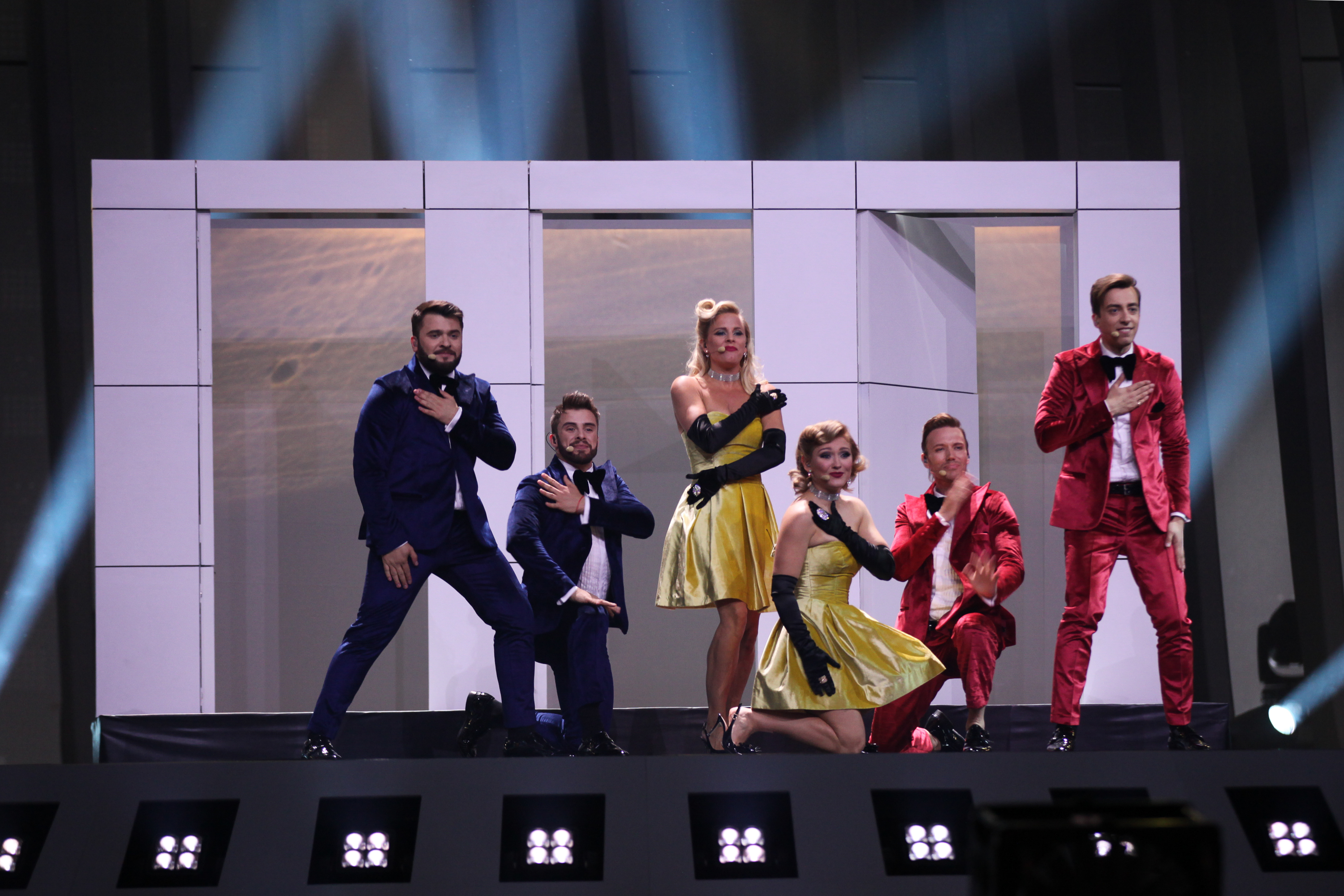
DoReDoS i Lissabon 2018.

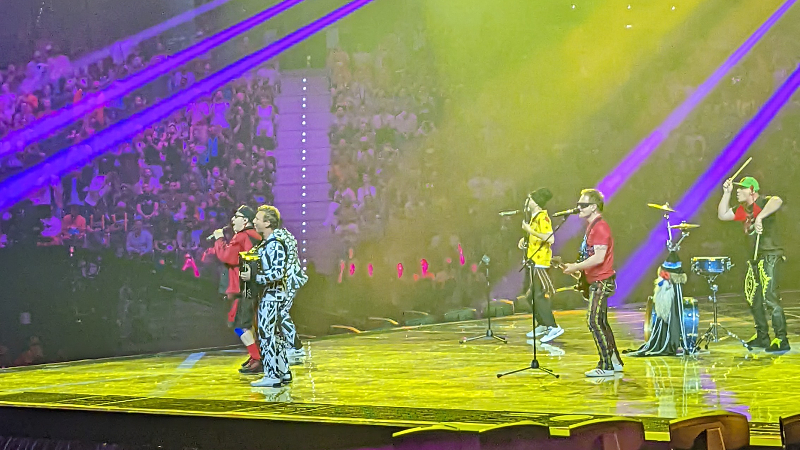
Zdob și Zdub & Advahov Brothers i Turin 2022.

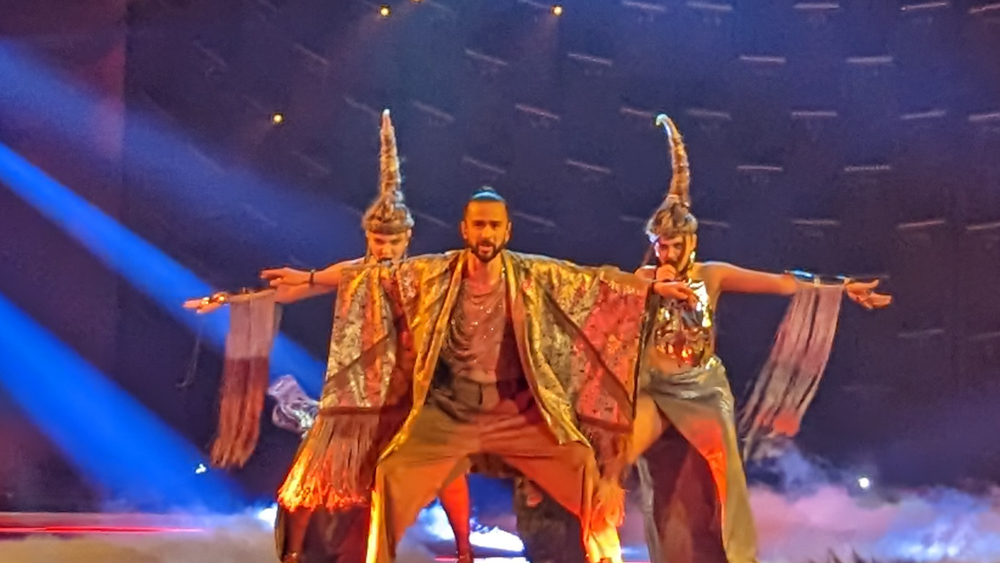
Pasha Parfeni i Liverpool 2023.

Moldavien debuterade i Eurovision Song Contest 2005 och har till och med 2024 deltagit 19 gånger. Det moldaviska tv-bolaget TeleRadio-Moldova (TRM) har varit ansvarig för Moldaviens medverkan varje år sedan 2005. Alla gånger man har varit med förutom 2007, 2021 och 2022, då bidraget valdes internt, har landets artist och bidrag tagits ut genom en nationell uttagning. 
Moldavien har hittills inte stått som segrare i en eurovisionfinal. Deras hittills bästa placering är en tredjeplats i finalen 2017 med gruppen SunStroke Projects bidrag Hey, Mamma!, man hamnade även tvåa i semifinalen. Förutom det har Moldavien ytterligare hamnat på pallplats två gånger, men bara i semifinal. Man kom tvåa i semifinalen 2005 och trea i sin semifinal 2018.

## Moldavien i Eurovision Song Contest

### Historia
Moldavien debuterade 2005 med det ihågkomna bidraget Boonika bate doba framförd av landets populäraste rockband, Zdob și Zdub. Bidragets framförande inkluderade en trummande mormor på scenen. Framförandet gjorde stor succé och landet slutade tvåa i semifinalen och sexa i finalen, vilket var Moldaviens bästa placering fram till 2017. Enligt dåvarande system direktkvalificerade sig samtliga topp tio länder till finalen året därpå, vilket medförde att Moldavien var direktkvalificerade till finalen 2006. Landet representerades då av ett av landets populäraste sångare, Arsenie Todiraș, som var med i gruppen O-Zone och Natalia Gordienco, som kom till att representera landet 2021. Men resultatet blev en besvikelse då landet slutade på tjugondeplats i finalen. Efter det ganska dåliga resultatet i 2006 tänkte inte landets TV-bolag sända något bidrag till tävlingen i Helsingfors 2007 och drog sig ur tävlingen på grund av ekonomiska skäl. Dock ville landets TV-tittare att man skulle skicka ett bidrag och det ledde till att Natalia Barbu representerade landet 2007. På grund av ekonomiska problem fick artisterna stå för deltagaravgiften, med undantag för ifall bidraget kom på 10 plats eller högre, eftersom de då skulle kvala in Moldavien i finalen nästa år. Trots att landet slutade på tiondeplats i finalen 2007 så införde EBU systemet med två semifinaler 2008, och därmed behövde alla länder förutom konstellationen The Big Five vara i semifinalen. 2008 misslyckades Moldavien att kvala sig till finalen för första gången i landets historia. 
Perioden 2009–2013 kvalade sig Moldavien till finalen vid samtliga tillfällena, men nådde inga större framgångar resultatmässigt. Under denna perioden representerades Moldavien bland annat av SunStroke Project, landets mest internationellt kända representanter i tävlingen. 2010 representerade gruppen tillsammans med Olia Tira låten Run Away som slutade på tjugoandraplats i finalen. Framträdandet är väl ihågkommen, inte minst genom saxofonisten Sergey Stepanov (Epic Sax Guy). Stepanovs saxofonframträdande i musikstycket har extraherats och blivit en meme under namnet Epic Sax Guy eller Sax roll (jämför Rickroll). Vissa videoklipp på Youtube där endast Stepanovs saxofonframträdande spelas har nått flera miljoner visningar. Framträdandet är en av tävlingens moderna klassiker. 2011 representerade Zdob și Zdub landet igen, denna gången med låten So Lucky som slutade på elfteplats i finalen. 2014–2016 nådde man aldrig finalen. Vid återvändandet till finalen 2017 blev det en succé för landet. SunStroke Project representerade landet igen, denna gången med låten Hey, Mamma!. Denna gången slutade dom på en andraplats i sin semifinal och slutade trea i finalen i landets första pallplats och bästa resultat hittills. 2018 blev man trea i sin semifinal och slutade på tiondeplats i finalen i Lissabon. 2022 representerade Zdob și Zdub landet för tredje gången, denna gången med Advahov Brothers och låten Trenuleţul. Bidraget slutade på en sjunde plats med 253 poäng och kom på 2:a plats i tittarröstningen. 2023 representerades Moldavien av Pasha Parfeni, som tidigare representerat landet i Baku 2012. Parfeni slutade på 18:e plats i finalen. Natalia Barbu återvände till tävlingen 2024, men misslyckades med att nå finalen.

### Nationell uttagningsform
Moldavien har som standardsystem att utse artist och bidrag via en nationell musiktävling. Fram till 2019 hette uttagningen "O melodie pentru Europa", och 2020 hette den "Finala națională". Sedan 2023 kallas tävlingen "Etapa națională". Upplägget för tävlingen har varierat genom åren med semifinaler och final, till att endast ha en final. År 2007, 2021 och 2022 är det enda gångerna bidraget valts ut internet. 

## Resultattabell
| 1 | Vinnare                            |
| 2 | Andra plats                        |
| 3 | Tredje plats                       |
| ◁ | Sista plats                        |
| X | Ett bidrag valdes men tävlade inte |

| År                     | Artist                                  | Bidrag            | Språk              | Final              | Poäng              | Semi               | Poäng              |
| ---------------------- | --------------------------------------- | ----------------- | ------------------ | ------------------ | ------------------ | ------------------ | ------------------ |
| 2005                   | Zdob și Zdub                            | Boonika Bate Doba | Engelska, rumänska | 6                  | 148                | 2                  | 207                |
| 2006                   | Arsenium, Natalia Gordienco & Connect-R | Loca              | Engelska, spanska  | 20                 | 22                 | Direktkvalificerad | Direktkvalificerad |
| 2007                   | Natalia Barbu                           | Fight             | Engelska           | 10                 | 109                | 10                 | 91                 |
| 2008                   | Geta Burlacu                            | A Century of Love | Engelska           | Kvalificerade inte | Kvalificerade inte | 12                 | 36                 |
| 2009                   | Nelly Ciobanu                           | Hora din Moldova  | Rumänska, engelska | 14                 | 69                 | 5                  | 106                |
| 2010                   | SunStroke Project & Olia Tira           | Run Away          | Engelska           | 22                 | 27                 | 10                 | 52                 |
| 2011                   | Zdob și Zdub                            | So Lucky          | Engelska           | 12                 | 97                 | 10                 | 54                 |
| 2012                   | Pasha Parfeny                           | Lăutar            | Engelska           | 11                 | 81                 | 5                  | 100                |
| 2013                   | Aliona Moon                             | O mie             | Rumänska           | 11                 | 71                 | 4                  | 95                 |
| 2014                   | Cristina Scarlat                        | Wild Soul         | Engelska           | Kvalificerade inte | Kvalificerade inte | 16                 | 13                 |
| 2015                   | Eduard Romanjuta                        | I Want Your Love  | Engelska           | Kvalificerade inte | Kvalificerade inte | 11                 | 41                 |
| 2016                   | Lidia Isac                              | Falling Stars     | Engelska           | Kvalificerade inte | Kvalificerade inte | 17                 | 33                 |
| 2017                   | SunStroke Project                       | Hey Mamma         | Engelska           | 3                  | 374                | 2                  | 291                |
| 2018                   | DoReDoS                                 | My Lucky Day      | Engelska           | 10                 | 209                | 3                  | 235                |
| 2019                   | Anna Odobescu                           | Stay              | Engelska           | Kvalificerade inte | Kvalificerade inte | 12                 | 85                 |
| 2020                   | Natalia Gordienco                       | Prison            | Engelska           | Tävlingen inställd | Tävlingen inställd | Tävlingen inställd | Tävlingen inställd |
| 2021                   | Natalia Gordienco                       | Sugar             | Engelska           | 13                 | 115                | 7                  | 179                |
| 2022                   | Zdob și Zdub & Advahov Brothers         | Trenuleţul        | Rumänska, engelska | 7                  | 253                | 8                  | 154                |
| 2023                   | Pasha Parfeni                           | Soarele şi luna   | Rumänska           | 18                 | 96                 | 5                  | 109                |
| 2024                   | Natalia Barbu                           | In the Middle     | Engelska           | Kvalificerade inte | Kvalificerade inte | 13                 | 20                 |
| Deltar inte sedan 2025 |                                         |                   |                    |                    |                    |                    |                    |

## Röstningshistoria (2005–2019)[3]
Moldavien har givit flest poäng till:
| Nr | Land         | Poäng |
| -- | ------------ | ----- |
| 1  | Rumänien     | 149   |
| 2  | Ryssland     | 126   |
| 3  | Ukraina      | 117   |
| 4  | Azerbajdzjan | 95    |
| 5  | Sverige      | 55    |

Moldavien har mottagit flest poäng av:
| Nr | Land         | Poäng |
| -- | ------------ | ----- |
| 1  | Rumänien     | 133   |
| 2  | Portugal     | 76    |
| 3  | Ukraina      | 71    |
| 4  | Ryssland     | 64    |
| 5  | Azerbajdzjan | 52    |

Observera att poängen endast gäller poäng i final.